# Mesterjegy
Névváltozatok:

kereskedőjegy (Bertényi Új m. 16.), házjegy, ötvösjel (Bertényi Új m. 39.), tulajdonjel

Rövidítések:

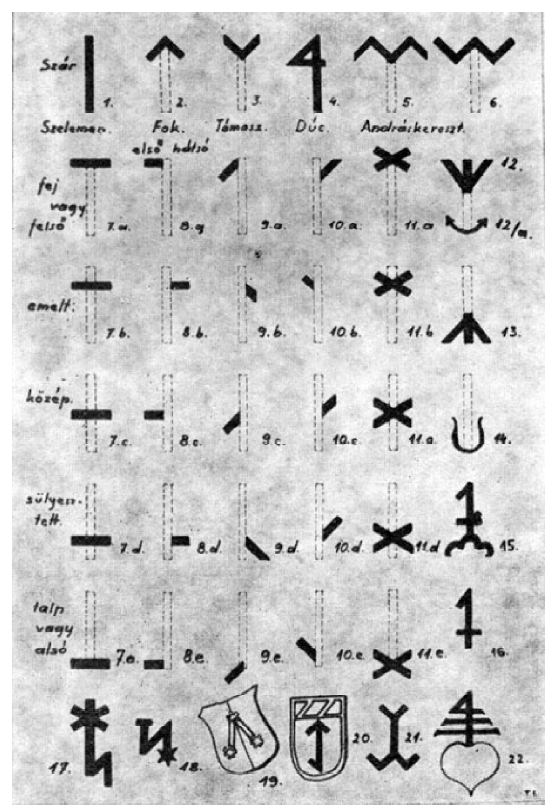
A mesterjegyek nevezéktani táblázata Tompos Ernőtől. 15. Székeles Péter soproni polgármester, tanácsos (1409) címere: háromszögű pajzsban hármashalom, ezen mesterjegy: a száron felső szarufa, közép szelemen és ennek a szárral való metszéséből kinövő hátsó dúc; 16. Körmendi András, soproni polgármester, tanácsos (1449) címere: mesterjegy, függőleges száron, fejtámasz és süllyesztett szelemen; 17. Kramer János, polgár (1486) címere: mesterjegy, fordított „N” alakban megtört száron, emelt András-kereszt; 18. Schekan (Magyar) Pál városbíró (1414) címere: mesterjegy, fordított „N” alakban megtört szár kezdetén felső szelemen, alsó végén ötágú csillag; 19. Paltram András, külső, belső tanácsos, fertálymester, polgármester, városbíró (1541) címere: hasított kerektalpú pajzsban szarufa, melynek két végét és csúcsát 1–1 rozetta díszíti. A pántos sisak sisakdísze zárt szárnyon a címertérkép; 20. Nesslinger Gáspár, polgár (1521) címere: kerektalpú pajzs pajzsfőjében két balharánt pólya, alatta mesterjegy: a száron felső és első-alsó dúc; 21. Spach György (1467) címere: mesterjegy, fordított kettős szarufán álló szár fordított szarufával

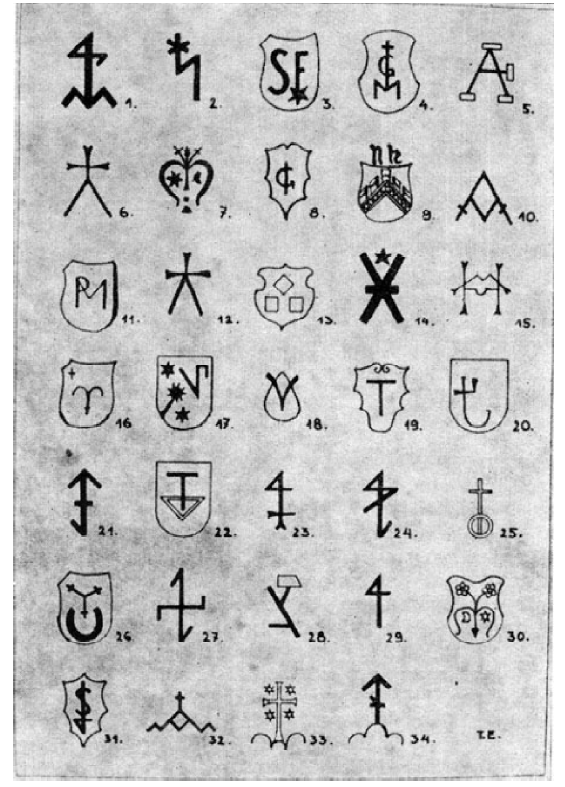
Mesterjegyek táblázata Tompos Ernőnél

A mesterjegy egyszerű, leggyakrabban egyenes vonalakból álló, a tárgy készítőjére vagy a tulajdonosára utaló egyedi jelzés. Könnyen ábrázolható és könnyen meg is jegyezhető, egyszerűsége folytán az írástudatlanok is könnyen megkülönböztethették. 

## Kialakulása
A mesterjegyek kialakulása egyesek szerint a római időkben kezdődött, mások szerint a nemesi címerek kialakulásához köthető, amelyeket először angol és francia lovagok használtak az első keresztes háborúban a testet fedő teljes páncélzat miatti megkülönböztetés és a téves vérontás elkerülése érdekében. Kialakulásuk egymás mellett, egymástól függetlenül is elképzelhetők.
A középkorban a kőfaragók az általuk faragott köveket kőfaragójegyekkel, illetve a kalmárok a tulajdonjegyekkel az áruikat jelölték meg így. Ehhez hasonló korai jelek a jószágok metszett, lyukasztott vagy égetett tulajdonjegyei is, de ezek a mesterjegyeknél jóval változatosabbak és rendszerbe foglalásuk is nehezebb. A házakat (téglákat) és az árucikkeket is tulajdonosuk vagy előállítójuk gyakran jelölte meg egyszerű jelekkel (házjegyek, ötvösjegyek, kovácsjegyek, fazekas jegyek), melyek egyfajta védjegyekké váltak.  
A 14. századtól a kőműves- és kőfaragó jegyek a többi polgárt, elsősorban a kereskedőket, arra ösztönözték, hogy ők is létrehozzák a saját jelképüket. Ezeket általában házjegyeknek nevezték, mert gyakran a polgári ház homlokzatára helyezték. Általában az apáról a mesterséget öröklő fiúra szállt át a használata, alakjuk a kor divatja szerint néha kismértékben változott. Körülbelül a 15. századtól kezdve általánossá vált a pajzsban ábrázolt címeralak. Ha az utód is ugyanazt a mesterséget folytatta, a jel belső képén többnyire kisebb változtatást hajtott végre. Noha ezen jegyek általában színtelenek vagy a színük nem lényeges, mégis heraldikai jelképeknek számítanak, mert a használatuk állandó jellegű és öröklődő volt. 

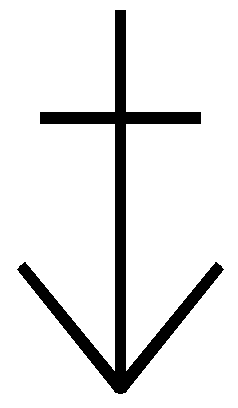
Mesterjegy szimbólum, gyakran építőmestereké

## Formarendszere
A nagyon korai jelek alakja valószínűleg az őskori ember által megfigyelt természeti jelekhez, jelenségekhez kapcsolódhatnak, ami lehet repedés, vágás, villámlás vagy azáltal keletkezett jel, a Nap és a csillagok alakja, de lehet fúrt lyuk vagy a kígyózó, hullámzó mozgás képe is. Ma a legkorábbi – ember által ábrázolt jelnek a körbe húzott keresztet és a rombusz alakot véljük. Az ősidők formarendszere még feltáratlan, kötődhet a varázsláshoz és a nép hiedelemvilágához, majd rendszere folytatódhat a díszítőművészetben és az írásjelek kialakulásában. 
A címerbelső jelek között gyakoriak a négyesfők, kereszttel vagy más mesteralakkal kiegészítve, néha megfordított helyzetben, ami a tulajdonosuk kereskedői foglalkozására utal. A fordított szarufára helyezett szár (kereszt) gyakran építészi foglalkozást jelöl. A kőfaragók és ácsok bizonyos jelcsaládokhoz kapcsolódó mesterjegy- és illesztésijegy rendszere segítségünkre van az épületek építőmestereinek az azonosításában.                 
A mesterjegyes címerek nevezéktanának kidolgozására Tompos Ernő tett kísérletet. Ez a német nómenklatúrán alapul, de itt nem szó szerinti fordításról van szó, mert az túl hosszú elnevezéseket eredményezett volna. 
- 1. a szár többnyire egyenes és függőleges vonal, a mesterjegy többi részének a hordozója
- 2. a szarufa hasonló a heraldikai mesteralakhoz. A vonalak végét általában a vonal irányára merőlegesen vágják le
- 3. a fordított szarufa általában függőlegesen levágott végekkel fordul elő
- 4. a négyesfő szárral
- 5. a kettős szarufa a szarufa megkettőzésével jön létre és függőlegesen végződik
- 6. ha a fordított szarufát kettőzik, kettős fordított szarufa lesz belőle
- 7. a szelemen a függőleges száron mindkét oldalon túlnyúló vízszintes vonal. A vonalak (pl. a szelemen) helyzetük szerint lehetnek
  - a.) fej- vagy felső- (pl. fejszelemen)
  - b.) emelt-
  - c.) közép-
  - d.) süllyesztett és
  - e.) talp- vagy alsó- helyzetűek (pl. alsószelemen)
- 8. a fok a szár egyik oldalához csatlakozó vízszintes vonal (lehet a.) első, azaz a heraldikai jobb oldalról csatlakozó, illetve b.) hátsó fok; ez érvényes a dúcokra és a támaszokra is). A helyzetük szerint lehetnek ugyanolyanok, mint a szelemennél tárgyaltak
- 9. a támasz a szár felé emelkedő ferde vonal
- 10. a dúc ezzel ellentétes, azaz a szár érintkezési pontjától kifelé emelkedő ferde vonal
- 11. az András-kereszt két egymást metsző ferde vonal. A szelemenek és fokok végein lefelé csüngő vagy felfelé irányuló orrok, a támaszok, dúcok és András-keresztek végződéseinél pedig ezek vonalára merőleges toldalékok helyezkedhetnek el
- 12. az ágas egy középpontból azonos szög alatt kiinduló három vonal vagy elem. 12/a.) horgony alakú végződés
- 13. a daruláb alul mindkét oldalról (első és hátsó) támasszal ellátott szár
- 14. a tulipán alakú végződés vonalai általában egyenesen végződnek, de van kiszélesedő, ékszerűen bevágott és ívesen bevágott végződés is.

A mesterjegyek alakja tekintetében így ma megkülönböztethetünk ókori vagy kora középkori vonalas alakot, – a pajzs alakba foglalt középkori stilizált jelet,  – a késő középkori képszerű jel alakúakat (például a Kasza, a Makk, a Kard, a Fenyő, az Életfa, az Ökörfej, a Kulcs vagy az Olló alakú) – és az újkori, keret nélküli vagy a keretbe foglalt  monogramokat (K.J, MG, W.T. stb.). Ezen keretek alakja nagyon különböző, a fémeszközökön pedig a 20. század elejétől a gyárakban beütött jelek alakja általában a kör alak lett.
A használati eszközökre kerülő jelzések másik csoportja, – a népi díszítések – bár elkülöníthetők  a megkülönböztető jeltől, a szépítő szándék mellett századokon keresztül magukban hordozták az áldó, védő és a szerelmes üzeneteket, a boldogság és a szerencse jelképeit. Tudjuk hogy a tulipán és a szív jele a szexualitást és szerelmet jelenti, a virág, a faág és a fa mint az ,,Életfa" jele az egészségre és az öröklétre utal, a Nap és a csillagok a boldogságra és a fényes jövőre utalnak. Némely díszítés, mint a csillagok (és stilizált változatuk az X) – a megbízhatóság és az  éltartás egyféle jelzésévé módosultak a 20. század elejére. Mindezek, a díszítés és a mesterjegy, – a használati tárgyak teljes képét alkotják az adott kor szellemében.